# Font de Sant Isidre (Alp)
La font de Sant Isidre és una font del nucli d'Alp inclosa en l'Inventari del Patrimoni Arquitectònic de Catalunya.
La font es troba en una petita arcada de mig punt que s'obre en una paret, on també s'hi observa, en un pla superior, una fornícula amb la imatge de Sant Isidre. El canó de la font és de metall i representa el cap d'un animal. L'obertura està flanquejada per dues pedres que sobresurten, on hi ha una cara humana esculpida.